# Município de Faison (condado de Duplin, Carolina do Norte)
Localização da Carolina do Norte nos E.U.A.
O município de Faison (em inglês: Faison Township) é um município localizado no  condado de Duplin no estado estadounidense da Carolina do Norte. No ano 2010 tinha uma população de 4.489 habitantes.

## Geografia
O município de Faison encontra-se localizado nas coordenadas 35° 07′ 20,37″ N, 78° 07′ 11,19″ O.